# Challenger Biel/Bienne
Il Challenger Biel/Bienne  è un torneo professionistico di tennis giocato su campi in cemento indoor, che fa parte dell'ATP Challenger Tour. Si gioca annualmente alla Swiss Tennis Halle und Jan Group Arena di Biel/Bienne in Svizzera. La prima edizione si è tenuta nel settembre 2021 e faceva parte della categoria Challenger 80 con un montepremi di 44 820 €.

## Albo d'oro

### Singolare
| Anno | Campione           | Finalista          | Punteggio   |
| ---- | ------------------ | ------------------ | ----------- |
| 2023 | Jurij Rodionov (2) | Liam Broady        | 6–3, rit.   |
| 2022 | Jurij Rodionov (1) | Kacper Żuk         | 7–6(3), 6–4 |
| 2021 | Liam Broady        | Marc-Andrea Hüsler | 7–5, 6–3    |

### Doppio
| Anno | Campioni                              | Finalisti                           | Punteggio |
| ---- | ------------------------------------- | ----------------------------------- | --------- |
| 2023 | Constantin Frantzen Hendrik Jebens    | Victor Vlad Cornea Franko Škugor    | 6–2, 6–4  |
| 2022 | Pierre-Hugues Herbert Albano Olivetti | Purav Raja Ramkumar Ramanathan      | 6–3, 6–4  |
| 2021 | Ruben Bemelmans Daniel Masur          | Marc-Andrea Hüsler Dominic Stricker | walkover  |